# 膝曲乌蔹莓
膝曲乌蔹莓（学名：Cayratia geniculata）是葡萄科乌蔹莓属的植物。分布在马来西亚、越南、菲律宾、印度尼西亚以及中国大陆的广西、广东、海南、西藏、云南等地，生长于海拔300米至1,000米的地区，一般生长在山谷溪边林中。

## 别名
大麻藤果（云南）

## 种下等级
- Cayratia geniculata (Bl.) Gagn. var. glabra C. L. Li
- Cayratia geniculata (Bl.) Gagn. var. hirtella (Bl.) Gagn.